# Scott Taylor
Scott William Taylor (Baltimora, 27 giugno 1979) è un politico statunitense, membro della Camera dei rappresentanti per lo stato della Virginia dal 2017 al 2019.

## Biografia
Nato a Baltimora, Taylor fu cresciuto da una madre single e dopo il diploma si arruolò in marina, dove fu membro dei Navy SEAL per otto anni e prese parte all'operazione Iraqi Freedom come tiratore scelto. Dopo aver lasciato le forze armate, Taylor conseguì un bachelor of liberal arts in relazioni internazionali ad Harvard.
Entrato in politica con il Partito Repubblicano, nel 2008 si candidò infruttuosamente alla carica di sindaco di Virginia Beach e due anni dopo cercò l'elezione alla Camera dei rappresentanti ma venne sconfitto nelle primarie da Scott Rigell, che divenne poi deputato. Nel 2014 riuscì a farsi eleggere alla Camera dei Delegati della Virginia.
Nel 2016, quando Rigell annunciò il proprio ritiro dal Congresso, Taylor si candidò nuovamente per il seggio e questa volta affrontò nelle primarie repubblicane il deputato di lungo corso Randy Forbes, che si trovava a concorrere per la stessa circoscrizione in seguito ad una ridefinizione dei distretti congressuali. Taylor prevalse su Forbes e sconfisse poi con ampio distacco l'avversaria democratica nelle elezioni generali di novembre, divenendo così deputato.
La prima iniziativa di Taylor alla Camera fu quella di avanzare un disegno di legge bipartisan per emendare il Fair Housing Act, la legge federale che vieta le discriminazioni di genere, etnia e religione nell'ambito della compravendita immobiliare; la proposta di Taylor è finalizzata a condannare anche le discriminazioni sulla base dell'orientamento sessuale e dell'identità di genere. Taylor aveva avanzato una proposta simile già in seno alla legislatura statale della Virginia e si era ripetutamente schierato contro le posizioni della maggioranza del suo partito in tema di diritti LGBT.
Nel 2018 si ricandidò per un altro mandato e affrontò l'avversaria democratica Elaine Luria, ma durante la campagna elettorale emerse che il team di Taylor aveva falsificato alcune firme per permettere l'accesso alla corsa ad un terzo candidato, Shaun Braun, al fine di dividere il voto dell'opposizione. Il tribunale accettò il ricorso dei democratici ed estromise Braun dalla competizione; al termine della campagna, la Luria prevalse di misura su Taylor, in quella che era considerata una roccaforte repubblicana. Scott Taylor lasciò così il Congresso dopo un solo mandato.